# Johannes Hendrik Carpentier Alting
Johannes Hendrik Carpentier Alting (Colmschate, 12 februari 1864 - Den Haag, 25 april 1929) was een Nederlands jurist. Hij was als hoogleraar verbonden aan de Universiteit Leiden. Zijn leeropdracht bedroeg het Nederlands-Indisch Strafrecht, de Nederlands-Indische Strafvordering en de hoofdtrekken van het Hedendaagse Recht. Ook was hij president van het hooggerechtshof in Nederlands-Indië.

## Biografie
Carpentier Alting werd geboren op 12 februari in Colmschate als zoon van de predikant Albertus Samuel Carpentier Alting. In zijn jeugd volgde hij onderwijs aan de Latijnse school in Dokkum. Daarna studeerde hij rechten aan zowel de Rijksuniversiteit Groningen als de Universiteit van Amsterdam. Hij promoveerde in 1886 onder Levi de Hartog op het proefschrift De staat en de kerkelijke financiën. Na zijn promotie vertrok hij naar Nederlands-Indië en ging hij direct aan de slag als advocaat bij de raad van justitie in Padang. In Padang trad hij tevens toe tot de vrijmetselarij en twee jaar later ontving hij de Meestergraad. Hij vervulde de functie van advocaat tot en met 1891 waarna hij de overstap maakte naar de raad van justitie in Batavia waar hij aan de slag ging als substituut-griffie. Het jaar erop werd hij in Makassar griffier bij de raad van justitie. Daarna werkte hij nog in Padang als substituut-officier van justitie bij de raad. In 1893 werd hij daadwerkelijk lid van het rechtscollege aldaar. Daarna volgde in 1896 zijn benoeming tot voorzitter van de landraad in Manado. Hij vervulde deze functie tot en met 1900. Hij werd in dat jaar aangesteld als directeur van justitie. In die hoedanigheid verrichtte hij onderzoek naar de adat in Manado. Dit was voorbereidend onderzoek voor de codificatie van het inlands recht in Manado. In het daarop volgende jaar werd hij op eigen verzoek van deze taak ontheven omdat het kabinet meer richting de unificatie van het recht stuurde.
Hij ging voor de duur van één jaar met verlof in Europa maar in 1903 werd hij in Batavia aangesteld als secretaris bij het departement van Justitie. In 1907 volgde zijn benoeming tot hoogleraar Nederlands-Indisch Strafrecht, de Nederlands-Indische Strafvordering en de hoofdtrekken van het Hedendaagse Recht. Zijn oratie was getiteld Indisch strafrecht. Tijdens zijn periode als hoogleraar zette hij zich in voor het handhaven van de adat en hij sprak zich uit tegen de unificatie van het recht.
In 1917 werd hij in Nederlands-Indië benoemd tot president van zowel het burgerlijke als het militaire hooggerechtshof. In de periode 1919 tot en met 1921 was hij lid van de Raad van Nederlandsch-Indië. Daarna ging hij met pensioen. Tijdens zijn pensioen is hij blijven prediken tegen grootschalige hervormingen van het Indische staatsrecht. Hij vervulde in het collegejaar 1925/1926 nog de functie van privaatdocent aan de Universiteit van Leiden. Hij is in 1909 benoemd tot officier in de orde van Oranje-Nassau en in 1920 tot Ridder in de Orde van de Nederlandse Leeuw. Ook was hij voor een periode van drie jaar Grootmeester van de Orde van Vrijmetselaren. Op 25 april 1929 kwam hij in Den Haag te overlijden.